# Hydrotaea similis
Hydrotaea similis este o specie de muște din genul Hydrotaea, familia Muscidae, descrisă de Meade în anul 1887. Conform Catalogue of Life specia Hydrotaea similis nu are subspecii cunoscute.